# 第47回スーパーボウル
第47回スーパーボウル（Super Bowl XLVII）は2013年2月3日にルイジアナ州ニューオーリンズのメルセデス・ベンツ・スーパードームで開催されたアメリカンフットボール（NFL）の試合。2012年シーズンのNFLチャンピオンの座をかけて、NFC王者サンフランシスコ・49ersとAFC王者ボルチモア・レイブンズが対戦した
試合は、レイブンズが49ersを34対31で破り、12年ぶり2度目のスーパーボウル制覇を果たした。MVPには、ジョー・フラッコが選ばれた。
また、ジム・ハーボーとジョン・ハーボーというヘッドコーチ兄弟対決（今大会は「ハーボーボウル」と称された）、レイ・ルイスの引退、試合中のスタジアムの停電など、試合以外の話題が多いスーパーボウルとなった。

## 開催地決定まで
以下のスタジアムが最終候補地になった。
- アリゾナ州グレンデール・フェニックス大学スタジアム
- フロリダ州マイアミガーデンズ・サンライフ・スタジアム
- ルイジアナ州ニューオーリンズ・ルイジアナ・スーパードーム

2009年5月に開催されたNFLオーナー会議で、ニューオーリンズがグレンデール、マイアミを破り開催地に決定した。
同スタジアムでスーパーボウルが開催されるのは、トム・ブレイディ、タイ・ロー、カート・ワーナー、マーシャル・フォークといった選手が出場し、ブレイディ及びペイトリオッツが初のスーパーボウル制覇を果たした第36回大会以来、11年ぶり7度目となる。また、ニューオーリンズでの開催は、10度目である。
| 回                         | AFC代表                            | スコア                   | NFC代表                      | MVP                      | MVP                                     |
| チューレイン・スタジアム   | チューレイン・スタジアム           | チューレイン・スタジアム | チューレイン・スタジアム     | チューレイン・スタジアム | チューレイン・スタジアム                |
| -------------------------- | ---------------------------------- | ------------------------ | ---------------------------- | ------------------------ | --------------------------------------- |
| 4                          | カンザスシティ・チーフス           | 23-7                     | ミネソタ・バイキングス       | QB                       | レン・ドーソン                          |
| 6                          | マイアミ・ドルフィンズ             | 3-24                     | ダラス・カウボーイズ         | QB                       | ロジャー・ストーバック                  |
| 9                          | ピッツバーグ・スティーラーズ       | 16-6                     | ミネソタ・バイキングス       | RB                       | フランコ・ハリス                        |
| ルイジアナ・スーパードーム |                                    |                          |                              |                          |                                         |
| 12                         | デンバー・ブロンコス               | 10-27                    | ダラス・カウボーイズ         | DT DE                    | ランディ・ホワイト ハーベイ・マーティン |
| 15                         | オークランド・レイダース           | 27-10                    | フィラデルフィア・イーグルス | QB                       | ジム・プランケット                      |
| 20                         | ニューイングランド・ペイトリオッツ | 10-46                    | シカゴ・ベアーズ             | RE                       | リチャード・デント                      |
| 24                         | デンバー・ブロンコス               | 10-55                    | サンフランシスコ・49ers      | QB                       | ジョー・モンタナ                        |
| 31                         | ニューイングランド・ペイトリオッツ | 21-35                    | グリーンベイ・パッカーズ     | KR                       | デズモンド・ハワード                    |
| 36                         | ニューイングランド・ペイトリオッツ | 20-17                    | セントルイス・ラムズ         | QB                       | トム・ブレイディ                        |

   は、勝利したチーム

## 出場チーム

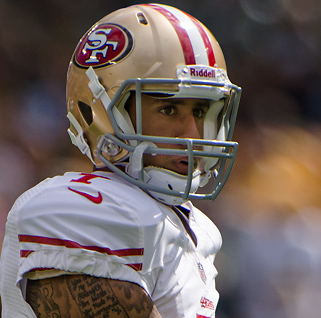
QBキャパニック

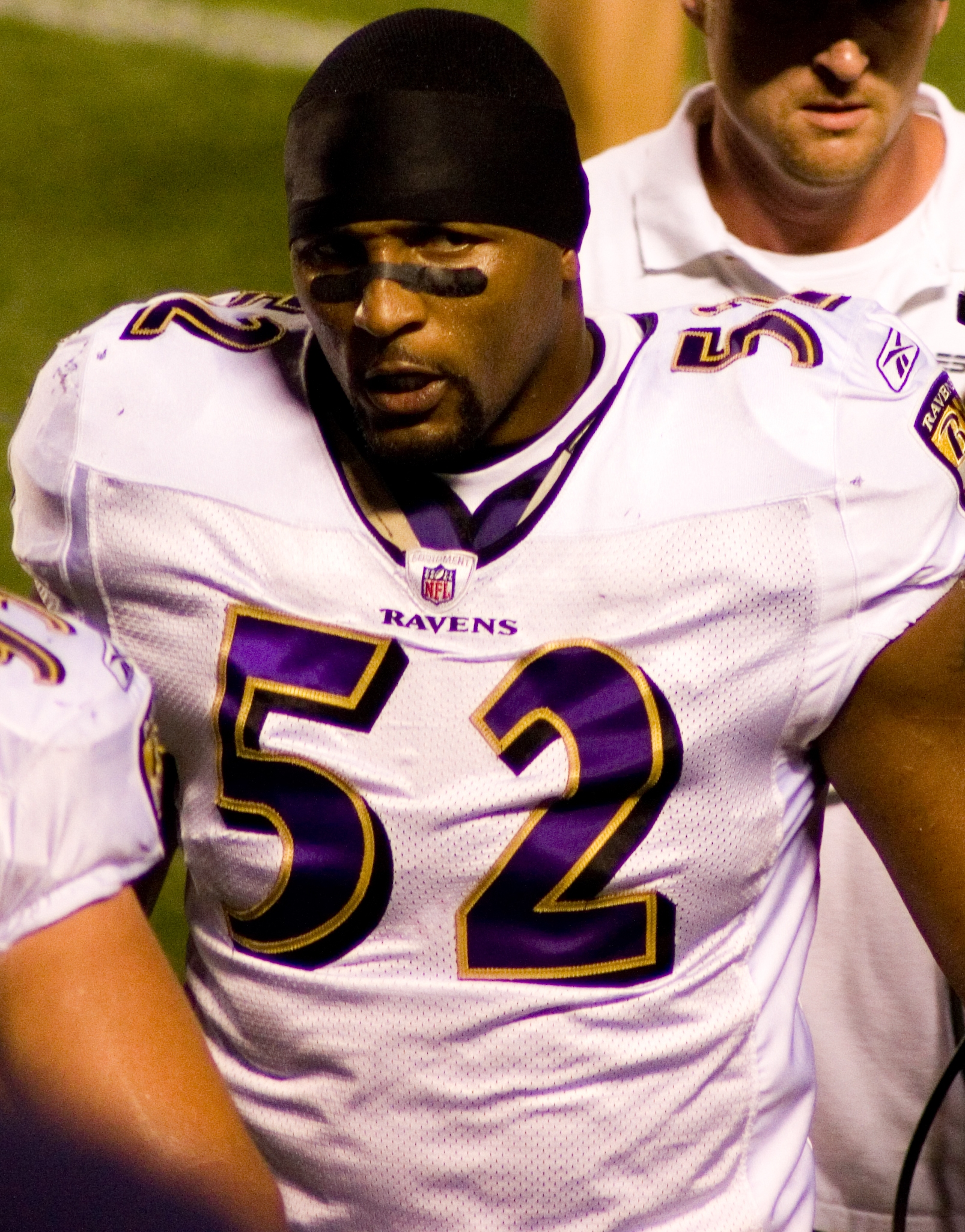
LBルイス

NFC代表サンフランシスコ・49ersは、QBスティーブ・ヤングが6TDパスを記録した第29回大会以来、25年ぶり6度目の出場。勝利すれば、25年ぶり6度目のスーパーボウル制覇となる。AFC代表ボルチモア・レイブンズは、レイ・ルイスを中心とした強力守備陣がニューヨーク・ジャイアンツを圧倒した第35回大会以来、12年ぶり2度目の出場。勝利すれば、12年ぶり2度目のスーパーボウル制覇となる。両チームがスーパーボウルで対戦するのは初めてとなる。

### サンフランシスコ・49ers
1980年代、49ersはQBジョー・モンタナ、WRジェリー・ライスらを擁し、HCビル・ウォルシュの下で構築したウェストコーストオフェンスでリーグを席巻し、1995年までにスーパーボウルを5度制覇した。1990年代後半以降、しばらくチーム成績が低迷した。
2012年にHCジム・ハーボーが就任し、機動力のあるQBコリン・キャパニックを中心としたピストルオフェンスを構築すると、チームは大躍進し、スーパーボウル出場を果たした。

### ボルチモア・レイブンズ
1996年創設のレイブンズは、レイ・ルイスを中心とした強力な守備陣を構築して、チーム創設5年目の2000年シーズンにスーパーボウル初制覇を果たした。しかし、その後はQBが定まらず、チーム成績は低迷した。2008年にHCジョン・ハーボーが就任し、同年のドラフトでQBジョー・フラッコを獲得するとチーム状態が劇的に改善し、プレーオフ常連チームとなった。
2012年のこのシーズン開幕前、長年チームの精神的支柱だったレイ・ルイスが引退を表明した。チームは第4シードでプレーオフに進出したが、ルイスの最後の花道を飾るべく、ブロンコス（第1シード）、ペイトリオッツ（第2シード）といった上位シードのチームを撃破して、スーパーボウル進出を果たした。

## エンターテインメント
ハーフタイムショーは、グラミー賞歌手のビヨンセが出演することが2012年10月16日に発表された。本番ではビヨンセがかつて所属していたデスティニーズ・チャイルドのメンバーが共演した。
国歌斉唱はアリシア・キーズが行った。それに先立つプレゲームショーには、サンディフック小学校のコーラス隊と家族が参加、アメリカ・ザ・ビューティフルを歌った。

## 試合概要
| \| 開始 \| 開始 \| 開始 \| ボール保持 \| ドライブ \| ドライブ \| TOP \| 結果 \| 得点内容 \| 得点内容 \| 得点内容 \| 得点 \| 得点 \| \| Q \| 時間 \| 地点 \| ボール保持 \| P \| yd \| TOP \| 結果 \| yd \| 得点者 \| PAT \| レイブンズ \| 49ers \| \| ------------------------------------------------------------------------------------------------------------------------------- \| ------------------------------------------------------------------------------------------------------------------------------- \| ------------------------------------------------------------------------------------------------------------------------------- \| ------------------------------------------------------------------------------------------------------------------------------- \| ------------------------------------------------------------------------------------------------------------------------------- \| ------------------------------------------------------------------------------------------------------------------------------- \| ------------------------------------------------------------------------------------------------------------------------------- \| ------------------------------------------------------------------------------------------------------------------------------- \| ------------------------------------------------------------------------------------------------------------------------------- \| ------------------------------------------------------------------------------------------------------------------------------- \| ------------------------------------------------------------------------------------------------------------------------------- \| ---------- \| ----- \| \| 1 \| 15:00 \| 自陣20 \| 49ERS \| 3 \| -2 \| 1:55 \| パント \| — \| — \| — \| — \| — \| \| 1 \| 13:05 \| 自陣49 \| レイブンズ \| 6 \| 51 \| 2:29 \| タッチダウン（パス） \| 13 \| フラッコ→Boldin \| キック成功 \| 7 \| 0 \| \| 1 \| 10:36 \| 自陣20 \| 49ERS \| 12 \| 62 \| 6:38 \| フィールドゴール成功 \| 36 \| エイカーズ \| — \| 7 \| 3 \| \| 1-2 \| 3:58 \| 自陣22 \| レイブンズ \| 9 \| 36 \| 4:06 \| パント \| — \| — \| — \| — \| — \| \| 2 \| 14:52 \| 自陣20 \| 49ERS \| 5 \| 56 \| 3:59 \| ファンブルロスト \| — \| — \| — \| — \| — \| \| 2 \| 11:53 \| 自陣25 \| レイブンズ \| 10 \| 75 \| 4:43 \| タッチダウン（パス） \| 1 \| フラッコ→Pitta \| キック成功 \| 14 \| 3 \| \| 2 \| 7:10 \| 自陣21 \| 49ERS \| 1 \| — \| 0:15 \| インターセプト \| — \| — \| — \| — \| — \| \| 2 \| 6:55 \| 敵陣38 \| レイブンズ \| 9 \| 24 \| 3:55 \| 第4ダウン失敗 \| — \| — \| — \| — \| — \| \| 2 \| 3:05 \| 自陣6 \| 49ERS \| 3 \| 6 \| 0:58 \| パント \| — \| — \| — \| — \| — \| \| 2 \| 2:07 \| 自陣44 \| レイブンズ \| 3 \| 56 \| 0:22 \| タッチダウン（パス） \| 56 \| フラッコ→J.ジョーンズ \| キック成功 \| 21 \| 3 \| \| 2 \| 1:45 \| 自陣20 \| 49ERS \| 8 \| 71 \| 1:45 \| フィールドゴール成功 \| 27 \| エイカーズ \| — \| 21 \| 6 \| \| 前半終了 \| \| \| \| \| \| \| \| \| \| \| \| \| \| 3 \| 15:00 \| — \| レイブンズ \| — \| — \| 0:16 \| キックオフリターンTD \| 108 \| J.ジョーンズ \| キック成功 \| 28 \| 6 \| \| スタジアム内停電により中断（約30分間） \| \| \| \| \| \| \| \| \| \| \| \| \| \| 3 \| 14:44 \| 自陣14 \| 49ERS \| 4 \| 32 \| 2:34 \| パント \| — \| — \| — \| — \| — \| \| 3 \| 12:10 \| 自陣20 \| レイブンズ \| 4 \| 24 \| 1:44 \| パント \| — \| — \| — \| — \| — \| \| 3 \| 10:26 \| 自陣20 \| 49ERS \| 7 \| 80 \| 3:06 \| タッチダウン（パス） \| 31 \| キャパニック→クラブツリー \| キック成功 \| 28 \| 13 \| \| 3 \| 7:20 \| 自陣17 \| レイブンズ \| 3 \| -8 \| 1:33 \| パント（32ydリターン） \| — \| — \| — \| — \| — \| \| 3 \| 5:47 \| 敵陣20 \| 49ERS \| 2 \| 20 \| 0:48 \| タッチダウン（ラン） \| 6 \| Gore \| キック成功 \| 28 \| 20 \| \| 3 \| 4:59 \| 自陣20 \| レイブンズ \| 2 \| 3 \| 0:49 \| ファンブルロスト \| — \| — \| — \| — \| — \| \| 3 \| 4:10 \| 敵陣24 \| 49ERS \| 4 \| 8 \| 1:00 \| フィールドゴール成功 \| 34 \| エイカーズ \| — \| 28 \| 23 \| \| 3-4 \| 3:10 \| 自陣28 \| レイブンズ \| 12 \| 71 \| 5:16 \| フィールドゴール成功 \| 19 \| タッカー \| — \| 31 \| 23 \| \| 4 \| 12:54 \| 自陣24 \| 49ERS \| 5 \| 76 \| 2:57 \| タッチダウン（ラン） \| 15 \| キャパニック \| パス失敗 \| 31 \| 29 \| \| 4 \| 9:57 \| 自陣21 \| レイブンズ \| 10 \| 59 \| 5:38 \| フィールドゴール成功 \| 38 \| タッカー \| — \| 34 \| 29 \| \| 4 \| 4:19 \| 自陣20 \| 49ERS \| 8 \| 75 \| 2:33 \| 第4ダウン失敗 \| — \| — \| — \| — \| — \| \| 4 \| 1:46 \| 自陣5 \| レイブンズ \| 4 \| -5 \| 1:42 \| セイフティ \| — \| — \| — \| 34 \| 31 \| \| 4 \| 0:04 \| — \| 49ERS \| — \| — \| 0:04 \| 試合終了 \| — \| — \| — \| — \| — \| \| P=プレー数、TOP=タイム・オブ・ポゼッション、PAT=ポイント・アフター・タッチダウン。 アメリカンフットボールの用語集 (en) も参照。 \| P=プレー数、TOP=タイム・オブ・ポゼッション、PAT=ポイント・アフター・タッチダウン。 アメリカンフットボールの用語集 (en) も参照。 \| P=プレー数、TOP=タイム・オブ・ポゼッション、PAT=ポイント・アフター・タッチダウン。 アメリカンフットボールの用語集 (en) も参照。 \| P=プレー数、TOP=タイム・オブ・ポゼッション、PAT=ポイント・アフター・タッチダウン。 アメリカンフットボールの用語集 (en) も参照。 \| P=プレー数、TOP=タイム・オブ・ポゼッション、PAT=ポイント・アフター・タッチダウン。 アメリカンフットボールの用語集 (en) も参照。 \| P=プレー数、TOP=タイム・オブ・ポゼッション、PAT=ポイント・アフター・タッチダウン。 アメリカンフットボールの用語集 (en) も参照。 \| P=プレー数、TOP=タイム・オブ・ポゼッション、PAT=ポイント・アフター・タッチダウン。 アメリカンフットボールの用語集 (en) も参照。 \| P=プレー数、TOP=タイム・オブ・ポゼッション、PAT=ポイント・アフター・タッチダウン。 アメリカンフットボールの用語集 (en) も参照。 \| P=プレー数、TOP=タイム・オブ・ポゼッション、PAT=ポイント・アフター・タッチダウン。 アメリカンフットボールの用語集 (en) も参照。 \| P=プレー数、TOP=タイム・オブ・ポゼッション、PAT=ポイント・アフター・タッチダウン。 アメリカンフットボールの用語集 (en) も参照。 \| P=プレー数、TOP=タイム・オブ・ポゼッション、PAT=ポイント・アフター・タッチダウン。 アメリカンフットボールの用語集 (en) も参照。 \| 34 \| 31 \| | | | | | | | | | | |            |       |
| 開始 | 開始 | 開始 | ボール保持 | ドライブ | ドライブ | TOP | 結果 | 得点内容 | 得点内容 | 得点内容 | 得点       | 得点  |
| Q | 時間 | 地点 | ボール保持 | P | yd | TOP | 結果 | yd | 得点者 | PAT | レイブンズ | 49ers |
| 1 | 15:00 | 自陣20 | 49ERS | 3 | -2 | 1:55 | パント | — | — | — | —          | —     |
| 1 | 13:05 | 自陣49 | レイブンズ | 6 | 51 | 2:29 | タッチダウン（パス） | 13 | フラッコ→Boldin | キック成功 | 7          | 0     |
| 1 | 10:36 | 自陣20 | 49ERS | 12 | 62 | 6:38 | フィールドゴール成功 | 36 | エイカーズ | — | 7          | 3     |
| 1-2 | 3:58 | 自陣22 | レイブンズ | 9 | 36 | 4:06 | パント | — | — | — | —          | —     |
| 2 | 14:52 | 自陣20 | 49ERS | 5 | 56 | 3:59 | ファンブルロスト | — | — | — | —          | —     |
| 2 | 11:53 | 自陣25 | レイブンズ | 10 | 75 | 4:43 | タッチダウン（パス） | 1 | フラッコ→Pitta | キック成功 | 14         | 3     |
| 2 | 7:10 | 自陣21 | 49ERS | 1 | — | 0:15 | インターセプト | — | — | — | —          | —     |
| 2 | 6:55 | 敵陣38 | レイブンズ | 9 | 24 | 3:55 | 第4ダウン失敗 | — | — | — | —          | —     |
| 2 | 3:05 | 自陣6 | 49ERS | 3 | 6 | 0:58 | パント | — | — | — | —          | —     |
| 2 | 2:07 | 自陣44 | レイブンズ | 3 | 56 | 0:22 | タッチダウン（パス） | 56 | フラッコ→J.ジョーンズ | キック成功 | 21         | 3     |
| 2 | 1:45 | 自陣20 | 49ERS | 8 | 71 | 1:45 | フィールドゴール成功 | 27 | エイカーズ | — | 21         | 6     |
| 前半終了 | | | | | | | | | | |            |       |
| 3 | 15:00 | — | レイブンズ | — | — | 0:16 | キックオフリターンTD | 108 | J.ジョーンズ | キック成功 | 28         | 6     |
| スタジアム内停電により中断（約30分間） | | | | | | | | | | |            |       |
| 3 | 14:44 | 自陣14 | 49ERS | 4 | 32 | 2:34 | パント | — | — | — | —          | —     |
| 3 | 12:10 | 自陣20 | レイブンズ | 4 | 24 | 1:44 | パント | — | — | — | —          | —     |
| 3 | 10:26 | 自陣20 | 49ERS | 7 | 80 | 3:06 | タッチダウン（パス） | 31 | キャパニック→クラブツリー | キック成功 | 28         | 13    |
| 3 | 7:20 | 自陣17 | レイブンズ | 3 | -8 | 1:33 | パント（32ydリターン） | — | — | — | —          | —     |
| 3 | 5:47 | 敵陣20 | 49ERS | 2 | 20 | 0:48 | タッチダウン（ラン） | 6 | Gore | キック成功 | 28         | 20    |
| 3 | 4:59 | 自陣20 | レイブンズ | 2 | 3 | 0:49 | ファンブルロスト | — | — | — | —          | —     |
| 3 | 4:10 | 敵陣24 | 49ERS | 4 | 8 | 1:00 | フィールドゴール成功 | 34 | エイカーズ | — | 28         | 23    |
| 3-4 | 3:10 | 自陣28 | レイブンズ | 12 | 71 | 5:16 | フィールドゴール成功 | 19 | タッカー | — | 31         | 23    |
| 4 | 12:54 | 自陣24 | 49ERS | 5 | 76 | 2:57 | タッチダウン（ラン） | 15 | キャパニック | パス失敗 | 31         | 29    |
| 4 | 9:57 | 自陣21 | レイブンズ | 10 | 59 | 5:38 | フィールドゴール成功 | 38 | タッカー | — | 34         | 29    |
| 4 | 4:19 | 自陣20 | 49ERS | 8 | 75 | 2:33 | 第4ダウン失敗 | — | — | — | —          | —     |
| 4 | 1:46 | 自陣5 | レイブンズ | 4 | -5 | 1:42 | セイフティ | — | — | — | 34         | 31    |
| 4 | 0:04 | — | 49ERS | — | — | 0:04 | 試合終了 | — | — | — | —          | —     |
| P=プレー数、TOP=タイム・オブ・ポゼッション、PAT=ポイント・アフター・タッチダウン。 アメリカンフットボールの用語集 (en) も参照。 | P=プレー数、TOP=タイム・オブ・ポゼッション、PAT=ポイント・アフター・タッチダウン。 アメリカンフットボールの用語集 (en) も参照。 | P=プレー数、TOP=タイム・オブ・ポゼッション、PAT=ポイント・アフター・タッチダウン。 アメリカンフットボールの用語集 (en) も参照。 | P=プレー数、TOP=タイム・オブ・ポゼッション、PAT=ポイント・アフター・タッチダウン。 アメリカンフットボールの用語集 (en) も参照。 | P=プレー数、TOP=タイム・オブ・ポゼッション、PAT=ポイント・アフター・タッチダウン。 アメリカンフットボールの用語集 (en) も参照。 | P=プレー数、TOP=タイム・オブ・ポゼッション、PAT=ポイント・アフター・タッチダウン。 アメリカンフットボールの用語集 (en) も参照。 | P=プレー数、TOP=タイム・オブ・ポゼッション、PAT=ポイント・アフター・タッチダウン。 アメリカンフットボールの用語集 (en) も参照。 | P=プレー数、TOP=タイム・オブ・ポゼッション、PAT=ポイント・アフター・タッチダウン。 アメリカンフットボールの用語集 (en) も参照。 | P=プレー数、TOP=タイム・オブ・ポゼッション、PAT=ポイント・アフター・タッチダウン。 アメリカンフットボールの用語集 (en) も参照。 | P=プレー数、TOP=タイム・オブ・ポゼッション、PAT=ポイント・アフター・タッチダウン。 アメリカンフットボールの用語集 (en) も参照。 | P=プレー数、TOP=タイム・オブ・ポゼッション、PAT=ポイント・アフター・タッチダウン。 アメリカンフットボールの用語集 (en) も参照。 | 34         | 31    |

AFC代表としてレイブンズ、NFC代表として49ersが進出した。レイブンズヘッドコーチのジョン・ハーボー、49ersヘッドコーチのジム・ハーボーは兄弟であり、史上初の「スーパーボウル兄弟対決」となった。また長年レイブンズの守備陣を支えたレイ・ルイスがシーズン終了時点での引退を表明しており、ルイスが優勝という形で選手生活を終えられるかという点にも注目が集まっていた。49ersでは新進QBコリン・キャパニックが注目の的となっていた。
レイブンズのキックオフで試合開始。最初の得点はQBジョー・フラッコのWRアンクワン・ボールディンへの13ヤード・タッチダウンパスでレイブンズが得る（「レイブンズ」7-「49ers」0）。49ersも直後の攻撃で相手陣8ヤードまで攻め込むがタッチダウンは奪えず、Kデイビッド・エイカーズのフィールドゴールに終わる（7-3）。
第2Q序盤は49ersが攻撃を進めたが、RBラマイケル・ジェームスがファンブルを犯しターンオーバーを許す。レイブンズはこれを最終的にフラッコからTEデニス・ピッタへのパスでタッチダウンにつなげた（エクストラ・ポイントも決まり14-3。以降失敗した場合を除きエクストラ・ポイントについては省略する）。再び49ersの攻撃となったが、今度はキャパニックのパスがレイブンズFSエド・リードにインターセプトされ、立て続けに不本意な形で攻撃権を失う。レイブンズは奪い返したボールを相手陣19ヤードまで持ち込む。ここからの攻撃が4thダウンとなったところでキッカーのジャスティン・タッカーが現れるが、タッカーは受けたボールを持ちランを敢行。49ers守備陣はゴール寸前でタッカーを押さえ込み、フェイクは未遂に終わらせた。しかし続く49ersの攻撃は自陣間際からのスタートとなり、ほとんど前進することができず、パントでボールをレイブンズに明け渡す。続くレイブンズの攻撃で、フラッコの56ヤードのパスがWRジャコビー・ジョーンズに渡り、相手ゴール際でそれを受けたジョーンズは49ers守備陣の追撃をかわしタッチダウン（21-3）。防戦一方だった49ersは前半終了間際に相手陣深くまで攻め込むが、エイカーズのフィールドゴールが決まった時点で前半終了となった（21-6）。
第3Qは49ersのキックオフで始まったが、ジャコビー・ジョーンズがこのリターンを108ヤードのランの末にタッチダウンに持ち込む（28-6）。このキックオフリターン・タッチダウンはポストシーズン最高記録である。レイブンズの一方的な試合になりかけた矢先、会場のメルセデス・ベンツ・スーパードームが停電し、約30分間試合が中断する。これを境に49ersが反撃に出る。第3Q中盤でキャパニックがWRマイケル・クラブツリーへのタッチダウン・パスを決めると（28-13）、レイブンズの反撃をOLBアーマド・ブルックスがフラッコをなぎ倒して断ち切り、直後の攻撃でもRBフランク・ゴアが相手エンドゾーンを陥れる（28-20）。さらにレイブンズRBレイ・ライスのファンブルからボールを奪い返すと、フィールド・ゴールを決める（28-23）。わずか5分で49ersが17点を奪い、5点差に詰め寄った。レイブンズはこのクォーターでDEハロティ・ナータを負傷で失う。
第4Qはまずレイブンズがフィールド・ゴールを決めるが（31-23）、直後に49ersがキャパニック得意のスクランブル・ランが飛び出しタッチダウンを奪う（31-29）。ここで49ersは同点を狙うべくツーポイント・コンバージョンを選択。だがキャパニックのWRランディ・モスを狙ったパスは高く外れ失敗に終わる。レイブンズはこの後の攻撃でフィールド・ゴールを決めるが（34-29）、依然1タッチダウンで逆転という情勢は変わらなかった。49ersは残り4分19秒時点で逆転勝利をかけて攻撃に乗り出す。49ersはタッチバックによる自陣20ヤードからの攻撃を、キャパニックのスクランブルやクラブツリーへの24ヤードパス、ゴアの33ヤードランを交えて進め、残り2分39秒時点で相手陣7ヤードに到達。この試合最大の山場が訪れた。1stダウン、ジェームスが2ヤードラン。2ndダウン、ボールを受けたキャパニックが右側へ流れながらクラブツリーへのパスを狙うが失敗。3rdダウン、キャパニックは再びエンドゾーン間際にいたクラブツリーを狙い、クラブツリーは一度はボールを掴んだが、レイブンズ守備陣のプレッシャーを受け落球（パス不成功）。4thダウン、三度クラブツリーへのパスを狙ったが、キャパニックのボールは高く外れ、逆転をかけた攻撃は終わった。ジム・ハーボーはこのプレイの時、レイブンズ守備陣がクラブツリーに対しパス・インターフェアランスを犯したと主張している。
ボールを得たレイブンズは、3度の攻撃をランで進め、最後はPサム・コックがパントをせずに自陣エンドゾーンを逃げ回った後、故意に外に出てセイフティを献上（34-31）。残り時間を最大限につぶした。49ersは残り4秒でのリターンに賭けたが、リターナーのテッド・ギン・ジュニアがハーフウェーライン付近でつかまり、万事休した。
MVPはジョー・フラッコ。フラッコはこの試合287ヤードを獲得し、3タッチダウン、インターセプトなしの活躍、プレーオフでもインターセプトなしの活躍であった。レイ・ルイスは現役生活をスーパーボウルリングを手にして終えることになった。

## 停電
第3Q開始直後、34分間停電が続き、試合が中断された。この停電に関して試合中、ソーシャルメディアに4,770万の投稿がされた。停電前には、レイブンズが22点リードしていたが、その後、ナイナーズは一時2点差まで詰め寄った。この追い上げに停電が影響したか論議を呼んだ。その後、スタジアムに電力を供給していた会社は、継電器が原因であったと公表した。

## その後
2009年に現役を引退したが、特別に優勝リングを支給されていたジャマール・ルイスが2012年に破産宣告を受け、2015年2月に優勝リングの競売が行われ、50,820ドルで落札された。

## スターティングラインアップ
| ボルチモア・レイブンズ                   | ポジション | ポジション | サンフランシスコ・49ers                   |
| ---------------------------------------- | ---------- | ---------- | ----------------------------------------- |
| オフェンス                               |            |            |                                           |
| トリー・スミス Torrey Smith              | WR         | WR         | マイケル・クラブツリー Michael Crabtree   |
| ブライアント・マッキニー Bryant McKinnie | LT         | LT         | ジョー・ステイリー Joe Staley             |
| ケレチ・オセメレ Kelechi Osemele         | LG         | LG         | マイク・アイウパティ Mike Iupati          |
| マット・バーク Matt Birk                 | C          | C          | ジョナサン・グッドウィン Jonathan Goodwin |
| マーシャル・ヤンダ Marshal Yanda         | RG         | RG         | アレックス・ブーン Alex Boone             |
| マイケル・オアー Michael Oher            | RT         | RT         | アンソニー・デービス Anthony Davis        |
| アンクワン・ボールディン Anquan Boldin   | WR         | TE         | バーノン・デービス Vernon Davis           |
| ジャコビー・ジョーンズ Jacoby Jones      | WR         | WR         | ランディ・モス Randy Moss                 |
| デニス・ピタ Dennis Pitta                | TE         | TE         | デラニー・ウォーカー Delanie Walker       |
| レイ・ライス Ray Rice                    | RB         | RB         | フランク・ゴア Frank Gore                 |
| ジョー・フラッコ Joe Flacco              | QB         | QB         | コリン・キャパニック Colin Kaepernick     |
| ディフェンス                             |            |            |                                           |
| ハロティ・ナータ Haloti Ngata            | DT         | LDT        | レイ・マクドナルド Ray McDonald           |
| マーケ・キイモイアトゥ Ma'ake Kemoeatu   | DE         | NT         | アイザック・ソポアガ Isaac Sopoaga        |
| アーサー・ジョーンズ Arthur Jones        | DE         | RDT        | ジャスティン・スミス Justin Smith         |
| テレル・サッグス Terrell Suggs           | OLB        | OLB        | アーマド・ブルックス Ahmad Brooks         |
| ダネル・イラーブ Dannell Ellerbe         | ILB        | ILB        | ナバーロ・ボウマン NaVorro Bowman         |
| レイ・ルイス Ray Lewis                   | ILB        | ILB        | パトリック・ウィリス Patrick Willis       |
| コートニー・アップショー Courtney Upshaw | OLB        | OLB        | アルドン・スミス Aldon Smith              |
| コーリー・グレアム Corey Graham          | LCB        | LCB        | カルロス・ロジャース Carlos Rogers        |
| ケアリー・ウィリアムズ Cary Williams     | RCB        | RCB        | タレル・ブラウン Tarell Brown             |
| エド・リード Ed Reed                     | FS         | FS         | デイション・ゴールドソン Dashon Goldson   |
| バーナード・ポラード Bernard Pollard     | SS         | SS         | ドンテ・ウィットナー Donte Whitner        |
| スペシャルチーム                         |            |            |                                           |
| ジャスティン・タッカー Justin Tucker     | K          | K          | デビッド・エイカーズ David Akers          |
| サム・コック Sam Koch                    | P          | P          | アンディ・リー Andy Lee                   |
| ヘッドコーチ                             |            |            |                                           |
| ジョン・ハーボー John Harbaugh           | HC         | HC         | ジム・ハーボー Jim Harbaugh               |

## トーナメント表
|  |                                       |                                       |                                       |                        |                        |                                          |                                          |                                          |                              |                              |                              |                                           |                                           |                                           |  |  |  |  |
|  | 2013年1月7日 M&Tバンク・スタジアム    | 2013年1月7日 M&Tバンク・スタジアム    | 2013年1月7日 M&Tバンク・スタジアム    |                        |                        | 1月13日 スポーツオーソリティ・フィールド | 1月13日 スポーツオーソリティ・フィールド | 1月13日 スポーツオーソリティ・フィールド |                              |                              |                              |                                           |                                           |                                           |  |  |  |  |
|  | 2013年1月7日 M&Tバンク・スタジアム    | 2013年1月7日 M&Tバンク・スタジアム    | 2013年1月7日 M&Tバンク・スタジアム    |                        |                        | 1月13日 スポーツオーソリティ・フィールド | 1月13日 スポーツオーソリティ・フィールド | 1月13日 スポーツオーソリティ・フィールド |                              |                              |                              |                                           |                                           |                                           |  |  |  |  |
|  | 2013年1月7日 M&Tバンク・スタジアム    | 2013年1月7日 M&Tバンク・スタジアム    | 2013年1月7日 M&Tバンク・スタジアム    |                        |                        | 1月13日 スポーツオーソリティ・フィールド | 1月13日 スポーツオーソリティ・フィールド | 1月13日 スポーツオーソリティ・フィールド |                              |                              |                              |                                           |                                           |                                           |  |  |  |  |
|  | 2013年1月7日 M&Tバンク・スタジアム    | 2013年1月7日 M&Tバンク・スタジアム    | 2013年1月7日 M&Tバンク・スタジアム    |                        |                        | 1月13日 スポーツオーソリティ・フィールド | 1月13日 スポーツオーソリティ・フィールド | 1月13日 スポーツオーソリティ・フィールド |                              |                              |                              |                                           |                                           |                                           |  |  |  |  |
|  | 5                                     | コルツ                                | 9                                     |                        |                        | 1月13日 スポーツオーソリティ・フィールド | 1月13日 スポーツオーソリティ・フィールド | 1月13日 スポーツオーソリティ・フィールド |                              |                              |                              |                                           |                                           |                                           |  |  |  |  |
|  | 5                                     | コルツ                                | 9                                     | 4                      | レイブンズ             | 38*                                      |                                          |                                          |                              |                              |                              |                                           |                                           |                                           |  |  |  |  |
|  | 4                                     | レイブンズ                            | 24                                    | 4                      | レイブンズ             | 38*                                      |                                          |                                          | 1月21日 ジレット・スタジアム | 1月21日 ジレット・スタジアム | 1月21日 ジレット・スタジアム |                                           |                                           |                                           |  |  |  |  |
|  | 4                                     | レイブンズ                            | 24                                    | 1                      | ブロンコス             | 35                                       |                                          |                                          | 1月21日 ジレット・スタジアム | 1月21日 ジレット・スタジアム | 1月21日 ジレット・スタジアム |                                           |                                           |                                           |  |  |  |  |
|  |                                       |                                       |                                       | 1                      | ブロンコス             | 35                                       |                                          |                                          | 1月21日 ジレット・スタジアム | 1月21日 ジレット・スタジアム | 1月21日 ジレット・スタジアム |                                           |                                           |                                           |  |  |  |  |
|  | AFC                                   |                                       |                                       |                        |                        |                                          |                                          |                                          | 1月21日 ジレット・スタジアム | 1月21日 ジレット・スタジアム | 1月21日 ジレット・スタジアム |                                           |                                           |                                           |  |  |  |  |
|  | 2013年1月6日 リライアント・スタジアム | 2013年1月6日 リライアント・スタジアム | 2013年1月6日 リライアント・スタジアム | 4                      | レイブンズ             | 28                                       |                                          |                                          |                              |                              |                              |                                           |                                           |                                           |  |  |  |  |
|  | 2013年1月6日 リライアント・スタジアム | 2013年1月6日 リライアント・スタジアム | 2013年1月6日 リライアント・スタジアム | 4                      | レイブンズ             | 28                                       | 1月14日 ジレット・スタジアム             |                                          |                              |                              |                              |                                           |                                           |                                           |  |  |  |  |
|  | 2013年1月6日 リライアント・スタジアム | 2013年1月6日 リライアント・スタジアム | 2013年1月6日 リライアント・スタジアム |                        | 2                      | ペイトリオッツ                           | 13                                       |                                          |                              |                              |                              |                                           |                                           |                                           |  |  |  |  |
|  | 2013年1月6日 リライアント・スタジアム | 2013年1月6日 リライアント・スタジアム | 2013年1月6日 リライアント・スタジアム |                        | 2                      | ペイトリオッツ                           | 13                                       |                                          |                              |                              |                              |                                           |                                           |                                           |  |  |  |  |
|  | 6                                     | ベンガルズ                            | 13                                    | AFC チャンピオンシップ | AFC チャンピオンシップ | AFC チャンピオンシップ                   |                                          |                                          |                              |                              |                              |                                           |                                           |                                           |  |  |  |  |
|  | 6                                     | ベンガルズ                            | 13                                    | AFC チャンピオンシップ | AFC チャンピオンシップ | AFC チャンピオンシップ                   | 3                                        | テキサンズ                               | 28                           |                              |                              |                                           |                                           |                                           |  |  |  |  |
|  | 3                                     | テキサンズ                            | 19                                    | AFC チャンピオンシップ | AFC チャンピオンシップ | AFC チャンピオンシップ                   | 3                                        | テキサンズ                               | 28                           |                              |                              | 2月4日 メルセデス・ベンツ・スーパードーム | 2月4日 メルセデス・ベンツ・スーパードーム | 2月4日 メルセデス・ベンツ・スーパードーム |  |  |  |  |
|  | 3                                     | テキサンズ                            | 19                                    | AFC チャンピオンシップ | AFC チャンピオンシップ | AFC チャンピオンシップ                   | 2                                        | ペイトリオッツ                           | 41                           |                              |                              | 2月4日 メルセデス・ベンツ・スーパードーム | 2月4日 メルセデス・ベンツ・スーパードーム | 2月4日 メルセデス・ベンツ・スーパードーム |  |  |  |  |
|  | ワイルドカード・プレーオフ            |                                       |                                       |                        |                        |                                          | 2                                        | ペイトリオッツ                           | 41                           |                              |                              | 2月4日 メルセデス・ベンツ・スーパードーム | 2月4日 メルセデス・ベンツ・スーパードーム | 2月4日 メルセデス・ベンツ・スーパードーム |  |  |  |  |
|  | ディビジョナル・プレーオフ            |                                       |                                       |                        |                        |                                          |                                          |                                          |                              |                              |                              | 2月4日 メルセデス・ベンツ・スーパードーム | 2月4日 メルセデス・ベンツ・スーパードーム | 2月4日 メルセデス・ベンツ・スーパードーム |  |  |  |  |
|  | 2013年1月6日 ランボー・フィールド     | 2013年1月6日 ランボー・フィールド     | 2013年1月6日 ランボー・フィールド     | A4                     | レイブンズ             | 34                                       |                                          |                                          |                              |                              |                              |                                           |                                           |                                           |  |  |  |  |
|  | 2013年1月6日 ランボー・フィールド     | 2013年1月6日 ランボー・フィールド     | 2013年1月6日 ランボー・フィールド     | A4                     | レイブンズ             | 34                                       | 1月13日 キャンドルスティック・パーク     |                                          |                              |                              |                              |                                           |                                           |                                           |  |  |  |  |
|  | 2013年1月6日 ランボー・フィールド     | 2013年1月6日 ランボー・フィールド     | 2013年1月6日 ランボー・フィールド     |                        | N2                     | 49ers                                    | 31                                       |                                          |                              |                              |                              |                                           |                                           |                                           |  |  |  |  |
|  | 2013年1月6日 ランボー・フィールド     | 2013年1月6日 ランボー・フィールド     | 2013年1月6日 ランボー・フィールド     |                        | N2                     | 49ers                                    | 31                                       |                                          |                              |                              |                              |                                           |                                           |                                           |  |  |  |  |
|  | 6                                     | バイキングス                          | 10                                    | 第47回スーパーボウル   | 第47回スーパーボウル   | 第47回スーパーボウル                     |                                          |                                          |                              |                              |                              |                                           |                                           |                                           |  |  |  |  |
|  | 6                                     | バイキングス                          | 10                                    | 第47回スーパーボウル   | 第47回スーパーボウル   | 第47回スーパーボウル                     | 3                                        | パッカーズ                               | 31                           |                              |                              |                                           |                                           |                                           |  |  |  |  |
|  | 3                                     | パッカーズ                            | 24                                    | 第47回スーパーボウル   | 第47回スーパーボウル   | 第47回スーパーボウル                     | 3                                        | パッカーズ                               | 31                           |                              |                              | 1月21日 ジョージア・ドーム                | 1月21日 ジョージア・ドーム                | 1月21日 ジョージア・ドーム                |  |  |  |  |
|  | 3                                     | パッカーズ                            | 24                                    | 第47回スーパーボウル   | 第47回スーパーボウル   | 第47回スーパーボウル                     | 2                                        | 49ers                                    | 45                           |                              |                              | 1月21日 ジョージア・ドーム                | 1月21日 ジョージア・ドーム                | 1月21日 ジョージア・ドーム                |  |  |  |  |
|  |                                       |                                       |                                       |                        |                        |                                          | 2                                        | 49ers                                    | 45                           |                              |                              | 1月21日 ジョージア・ドーム                | 1月21日 ジョージア・ドーム                | 1月21日 ジョージア・ドーム                |  |  |  |  |
|  | NFC                                   |                                       |                                       |                        |                        |                                          |                                          |                                          |                              |                              |                              | 1月21日 ジョージア・ドーム                | 1月21日 ジョージア・ドーム                | 1月21日 ジョージア・ドーム                |  |  |  |  |
|  | 2013年1月7日 フェデックス・フィールド | 2013年1月7日 フェデックス・フィールド | 2013年1月7日 フェデックス・フィールド | 2                      | 49ers                  | 28                                       |                                          |                                          |                              |                              |                              |                                           |                                           |                                           |  |  |  |  |
|  | 2013年1月7日 フェデックス・フィールド | 2013年1月7日 フェデックス・フィールド | 2013年1月7日 フェデックス・フィールド | 2                      | 49ers                  | 28                                       | 1月14日 ジョージア・ドーム               |                                          |                              |                              |                              |                                           |                                           |                                           |  |  |  |  |
|  | 2013年1月7日 フェデックス・フィールド | 2013年1月7日 フェデックス・フィールド | 2013年1月7日 フェデックス・フィールド |                        | 1                      | ファルコンズ                             | 24                                       |                                          |                              |                              |                              |                                           |                                           |                                           |  |  |  |  |
|  | 2013年1月7日 フェデックス・フィールド | 2013年1月7日 フェデックス・フィールド | 2013年1月7日 フェデックス・フィールド |                        | 1                      | ファルコンズ                             | 24                                       |                                          |                              |                              |                              |                                           |                                           |                                           |  |  |  |  |
|  | 5                                     | シーホークス                          | 24                                    | NFC チャンピオンシップ | NFC チャンピオンシップ | NFC チャンピオンシップ                   |                                          |                                          |                              |                              |                              |                                           |                                           |                                           |  |  |  |  |
|  | 5                                     | シーホークス                          | 24                                    | NFC チャンピオンシップ | NFC チャンピオンシップ | NFC チャンピオンシップ                   | 5                                        | シーホークス                             | 28                           |                              |                              |                                           |                                           |                                           |  |  |  |  |
|  | 4                                     | レッドスキンズ                        | 14                                    | NFC チャンピオンシップ | NFC チャンピオンシップ | NFC チャンピオンシップ                   | 5                                        | シーホークス                             | 28                           |                              |                              |                                           |                                           |                                           |  |  |  |  |
|  | 4                                     | レッドスキンズ                        | 14                                    | NFC チャンピオンシップ | NFC チャンピオンシップ | NFC チャンピオンシップ                   | 1                                        | ファルコンズ                             | 30                           |                              |                              |                                           |                                           |                                           |  |  |  |  |
|  |                                       |                                       |                                       |                        |                        |                                          | 1                                        | ファルコンズ                             | 30                           |                              |                              |                                           |                                           |                                           |  |  |  |  |

## 放送
CBSが担当する。CMの放送枠が過去最高の30秒あたり380万ドルで販売されている。7月初め時点ですでに80%の放送枠が売却済みとなっている。放送終了後には『Elementary』が放映される予定になっている。
ニールセンの調査によると、全米で1億840万人が観戦、歴代3位の視聴者数であった。
日本ではBS放映権を持つNHK BS1に加え、日テレG+でも生中継された。
- NHK BS1
  - 実況:松野靖彦、解説:生沢浩
- 日テレG・日本テレビ
  - 実況:蛯原哲、解説:後藤完夫、ゲスト:オードリー（春日俊彰・若林正恭）、リポーター:菅谷大介